# 马丁·J·布莱泽
马丁·J·布莱泽（英語：Martin J. Blaser，1948年—）是一位美国医生和病理学家，关注人類微生物群系等议题，2013年当选美国文理科学院院士，主要作品有《消失的微生物：滥用抗生素引发的健康危机》（Missing Microbes: How the Overuse of Antibiotics Is Fueling Our Modern Plagues）等。